# Otto Steinwachs
Otto Steinwachs (Offenbach am Main, 19 agosto 1882 – Neckargemünd, 13 ottobre 1977) è stato un vescovo vetero-cattolico tedesco.

## Biografia
Steinwachs nacque nel 1882, figlio del primo parroco vetero-cattolico di Offenbach Adam Steinwachs. Nel 1901 iniziò lo studio della teologia vetero-cattolica a Bonn. Fu ordinato nel 1904 dal vescovo Theodor Weber e divenne viceparroco di Monaco, dove portò a termine la tesi di dottorato.
Dal 1908 fu parroco di Augusta. Dal 1911 al 1951 prestò servizio come parroco a Mannheim. Fu per un breve periodo nel 1943 parroco di Friburgo durante il suo servizio militare fino alla rioccupazione avvenuta il 25 ottobre 1943. Dopo la seconda guerra mondiale, nel 1946, fu nominato vescovo. La sua consacrazione episcopale ebbe luogo a Utrecht nel 1947 per mano dell'arcivescovo di Utrecht Andreas Rinkel, coadiuvato da Engelbert Lagerwey e Jacobus van der Oord. Tra il 1950 e il 1953 fu vicario generale.
Tra il 1934 e il 1964 fu decano e presidente del Consiglio sinodale nazionale. Nel 1963 fu insignito della Croce di I classe dell'Ordine al Merito di Germania.
Era sposato con Elsa Gutjahr ed ebbe due figli caduti in guerra e una figlia. Gli è stata intitolata una strada di Offenbach (Otto-Steinwachs-Weg).

## Genealogia episcopale
La genealogia episcopale è:
CHIESA CATTOLICA
- Cardinale Scipione Rebiba
- Cardinale Giulio Antonio Santori
- Cardinale Girolamo Bernerio, O.P.
- Arcivescovo Galeazzo Sanvitale
- Cardinale Ludovico Ludovisi
- Cardinale Luigi Caetani
- Vescovo Giovanni Battista Scanaroli
- Cardinale Antonio Barberini iuniore
- Arcivescovo Charles-Maurice le Tellier
- Vescovo Jacques Bénigne Bossuet
- Vescovo Jacques de Goyon de Matignon
- Vescovo Dominique Marie Varlet

CHIESA ROMANO-CATTOLICA OLANDESE DEL CLERO VETERO EPISCOPALE
- Arcivescovo Petrus Johannes Meindaerts
- Vescovo Johannes van Stiphout
- Arcivescovo Walter van Nieuwenhuisen
- Vescovo Adrian Jan Broekman
- Arcivescovo Jan van Rhijn
- Vescovo Gisbert van Jong
- Arcivescovo Willibrord van Os
- Vescovo Jan Bon
- Arcivescovo Johannes van Santen

CHIESA VETERO-CATTOLICA
- Arcivescovo Hermann Heykamp
- Vescovo Casparus Johannes van Rinkel
- Arcivescovo Gerardus Gul
- Vescovo Henricus Johannes Theodorus van Vlijmen
- Arcivescovo Franciscus Kenninck
- Vescovo Johannes Hermannus Berends
- Arcivescovo Andreas Rinkel
- Vescovo Otto Steinwachs

## Onorificenze
| Controllo di autorità | VIAF (EN) 171635907 · ISNI (EN) 0000 0001 2064 1030 · GND (DE) 1012365395 |